# Rebellalliansen
Rebellalliansen, på engelska the Rebel Alliance eller formellt the Alliance to Restore the Republic, är en fiktiv motståndgrupp i Star Wars-världen. Alliansen var det största motståndet för Rymdimperiet.
Rebellalliansen grundades för att bli en politisk och militär motståndsrörelse till Rymdimperiet. Alliansen startades av en grupp lojalister till Republiken, ledda av senator Mon Mothma och senator Bail Organa.

## Viktiga personer

### Grundare
- Senator Mon Mothma är en av Rebellalliansens ledare. Hon är en äldre, rödhårig kvinna som tillsammans med General Madine och Amiral Ackbar dyker upp i Episod VI. Hon förekommer även i Episod III, dock endast i de bortklippta scenerna.[1] Efter det har Mothma, spelad av Genevieve O'Reilly (samma skådespelare som i Episod III), medverkat i Rogue One, Andor och Ahsoka. O'Reilly har även gjort rösten till karaktären i den animerade serien Rebels.[2]
- Senator Bail Organa
- Senator Garm Bel Iblis, Corellias senator. Efter att hela hans familj dödats av Kejsaren, som efter klonkrigen dödar sina motståndare, är han med och bildar alliansen.
- Senator Padmé Amidala [3]

### Militär ledning
- Mon Mothma – Överbefälhavare
- Amiral Ackbar – Amiral
- Leia Organa – Diplomat
- Han Solo – General
- Lando Calrissian – General
- Wedge Antilles (även känd som Kilen Antilles i vissa svenska boköversättningar) – General och rebellpilot spelad av Denis Lawson.
- Luke Skywalker – Jediriddare
- Carlist Rieekan – General och chef för basen på Hoth
- Jan Dodonna – General och chef på basen på Yavin 4
- Chief Chirpa – ledare för Ewokerna på Endor

## Kända baser
- Endor
- Hoth
- Yavin 4
- Dantooine
- Corellia

## Kända slag
- I Rogue One: A Star Wars Story utkämpas slaget vid/på Scarif (markstrid/rymdstrid) där Rebellerna segrar.
- I Stjärnornas krig utkämpas slaget vid Yavin 4 (rymdstrid) där Rebellerna segrar.
- I Rymdimperiet slår tillbaka utkämpas slaget på Hoth (markstrid) där Rymdimperiet segrar.
- I Jedins återkomst utkämpas slaget vid/på Endor (markstrid/rymdstrid) där Rebellerna segrar.